# Jorge Antonio Méndez
Jorge Méndez (Ciudad de Panamá, Panamá, 6 de abril de 2001) es un futbolista panameño de ascendencia salvadoreña que se desempeña como extremo. Actualmente juega en el San Francisco FC de la Primera División de Panamá, cedido por el Once Caldas.

## Trayectoria

### Chorrillo FC
Se formó en el chorrillo FC y debutó el 12 de febrero de 2017 en la victoria contra el CD Árabe Unido en el Estadio Maracaná.

### CD Universitario
Con la fusión del Chorrillo FC, CD Centenario y la Universidad Latina los jugadores del chorrillo pasaron a forma del nuevo club fusionado, debutó con el CD Universitario el 29 de agosto de 2018 en la derrota contra el Sporting SM en el Estadio Maracaná.

### FK DAC 1904 Dunajská Streda
Jugó para FK DAC 1904 Dunajská Streda sub-20 en el 2019.

### FC ŠTK 1914 Šamorín
Fue cedido por el DAC al FC ŠTK 1914 Šamorín.

### FK DAC 1904 Dunajská Streda
Debutó con el primer equipo el 4 de agosto de 2020 en la victoria contra MSK Zilina en el MOL Aréna.

### CD Universitario
Después de su paso por el fútbol europeo y finalizada su cesión. Regresó para disputar la Liga Panameña de Fútbol.

### CD Plaza Amador
Fichó por el Plaza Amador, el 9 de enero de 2022. Debutó con el club el 6 de febrero de 2022 en la victoria contra el deportivo del este en el  Estadio Rommel Fernández.

### Onces Caldas
Fichó por el Once Caldas el  13 de julio de 2022. Debutó con el club 24 de julio de 2022 en el empate contra Independiente de Medellín en el Estadio Atanasio Girardot.

### San Francisco FC
Se anunció su cesión del Once Caldas al San Francisco FC el 11 de julio de 2023.

## Selección nacional

### Categorías inferiores
Ha sido convocado por selección Sub-20 de Panamá para disputar el Campeonato Sub-17 de la Concacaf de 2017.
Ha sido convocado por selección Sub-20 de Panamá para disputar el Campeonato Sub-20 de la Concacaf de 2018 y la Copa Mundial de Fútbol Sub-20 de 2019.
El 23 de mayo de 2022, fue llamado a la selección sub-21 de Panamá para disputar el Torneo Maurice Revello celebrado en Francia.

### Selección absoluta
Debutó con la selección absoluta el 16 de enero de 2022 en el empate contra  Perú.

### Participaciones en selección nacional
| Copa                           | Categoría | Sede           | Resultado                    | Partidos | Goles |
| ------------------------------ | --------- | -------------- | ---------------------------- | -------- | ----- |
| Campeonato Sub-17 2017         | Sub-17    | Panamá         | Etapa final de clasificación | 5        | 0     |
| Campeonato Sub-20 2018         | Sub-20    | Estados Unidos | Tercer lugar                 | 5        | 0     |
| Copa Mundial Sub-20 2019       | Sub-20    | Polonia        | Octavos de final             | 4        | 0     |
| Torneo Maurice Revello de 2022 | Sub-21    | Francia        | 7.º lugar                    | 4        | 1     |

## Clubes
| Club             | País       | Año           |
| ---------------- | ---------- | ------------- |
| Chorrillo FC     | Panamá     | 2017 - 2018   |
| CD Universitario | Panamá     | 2018 - 2019   |
| FK DAC 1904      | Eslovaquia | 2019-2021     |
| CD Universitario | Panamá     | 2021-2022     |
| CD Plaza Amador  | Panamá     | 2022          |
| Once Caldas      | Colombia   | 2022-2023     |
| San Francisco FC | Panamá     | 2023-presente |